# Сражение под Шахрухией
Сражение под Шахрухией — битва Турсун-хана и Имамкули-хана.
Турсун воевал против Имамкули в 1623 и разбил его.

## Предыстория
В 1621 году Имамкули двинулся в поход на Ташкент, но при переправе через реку Шахрхана его войско внезапно атаковал Турсун-хан. Сражение обернулось настоящим побоищем, бухарская армия потеряла до 20 тысяч человек. Несмотря на тяжёлое поражение, Имамкули не отказался от войны — он перебросил войска из Хорасана, оставив южные границы без защиты, но и эта армия была полностью разгромлена. Только после этого хан согласился на перемирие, однако уже в 1623 году снова выступил против Турсун-хана, на сей раз вместе с казахским ханом Абылаем.

## Подготовка

### Войско Имамкули-хана
Для войны с Турсун-ханом, Имамкули собрал 160 тысячное войско, также призвав на помощь Абылай-султана.

### Войско Турсун-хана
Ополчение состояло из 100 тысяч человек, 10 тысяч из которых были кыргызами.

## Сражение
В 1623 году Имамкули вновь выступил против Турсун-хана, на этот раз в союзе с казахским ханом Абулаем. Однако союзник подвёл бухарцев, в разгар сражения у крепости Шахрухийа, когда происходила сеча, Абылай неожиданно отдал приказ своим воинам отступать. В бухарском войске началась паника, и Имамкули-хан был вынужден отступить. Это привело к очередному поражению аштраханида, причём особенно — по свидетельствам источников, бухарская армия значительно превосходила противника численно. Имамкули располагал войском в 160 тысяч бойцов, тогда как у Турсун-хана было около до 100 тысяч.

## Итог

### Узбекские потери
Более 20 тысяч бухарский воинов были убиты или оказались в плену, по другим данным потери составили до половины войска

### Казахские правители
Поступок Абылая способствовал примирению между казахскими ханами. Об этом упоминается в документах Тобольской приказной избы:
«А зимовал де Талай тайша з детьми да с ними Байбагиш тайша, боясь от мунгальских людей утесненья, в Казачье Орде на рубеже и хотели воевать Казачьи Орды Ишима царя, потому что Ишим царь бухарскому Турсуну царю брат [враг), и была меж ими война. Да не пошли, потому что меж Турсуном и Ишимом учинился мир. И они, побоясь, Турсуна царя, потому что им Турсун царь силен, да и потому, что меж ими войны и наперед тово не бывало»
Турсун первоначально намеревался склонить ойратов на свою сторону в борьбе против Есима. Однако, к счастью для казахов, этого не произошло. После примирения Турсун и Есим заключили с ойратами договор о ненападении, проинформировав их о намерении вести войну против бухарского хана.
В следующем году Турсун и Есим достигли новых успехов в противостоянии с Бухарой. Они совершили набег на Андижан, правителем которого был чингизид из казахской династии — Ханзаде-султан. Имамкули, стремясь прийти на помощь своему вассалу, направил войска в район боевых действий, однако в сражении под крепостью Ахси казахи вновь одержали победу. Разграбив несколько городов и селений, Турсун и Есим с богатой добычей вернулись в Дешт-и Кипчак.